# Милорадович Ілля Олександрович
Ілько Милорадович (д/н  — 1760) — державний діяч Гетьманщини, козак сербського походження. Сотник Груньський, Гадяцький Полковий Обозний, бунчуковий товариш. Власник хімічної індустрії. 

## Біографія
Походив з сербського шляхетського роду Милорадовичів. Старший син Олександра Милорадовича. Народився ймовірно в Герцеговині. Між 1700 та 1710 роками разом з батьком та стрийками Михайлом і Гаврилом прибув на службу на Гетьманщину. Брав участь у Прутському поході.
1716 призначається Гадяцьким Полковим Хорунжим (універсал гетьмана Івана Скоропадського на цей уряд отримав 1 червня 1720 року). 1723 став одним з підписантів Коломацьких петицій. 1724 року стає сотником Груньським Гадяцького полку. Тримав цей уряд до 1747 року.
1724 сотенний писар Яків Чемкальський написав на нього та брата його Михайла донос про привернення козаків до приватних робіт, а також про побиття та утримання його під караулом. Козак лютенський Левко Лебедь звинуватив його дружину у вбивстві його сина Якова.
1725 брав участь у Сулацькому поході на Північний Кавказ. Через стан здоров'я того ж року повернувся до України. У 1735—1737 роках брав участь у війні з Османською імперією. 1737 обрано Гадяцьким Полковим Обозним, але цей уряд не отримав, тому що перебував у поході.
1738 захопив ґрунти поблизу хутора Степана Ісаєнка, козака Пирятинської сотні Лубенського полку. Зрештою 1747 звільнений від уряду Грунського сотника з чином бунчукового товариша за захоплення майна, побиття і привернення у підданство жителів сотні. У 1750—1754 роках йшло розслідування справи про скарги на нього і його сина Семена козаків Грунської сотні. 1758 позбавлений чина бунчукового товариша, а також зобов'язано сплатити компенсацію козаку Груші за захоплення ґрунтів, використання козаків для приватних робіт та зловживання владою. 
Помер 1760.

## Майно
Мав селітерний завод у Пирятинській сотні — хутір на 3 двори (11 хат), хутір Семенівку на 9 дворів, хутір, 9 підсусідків та шинок у Груні.

## Родина
Дружина — Ірина Булавка, донька Петра Булавки, писаря судів військових генеральних
Діти:
- Семен Милорадович (д/н—бл. 1798), бунчуковий товариш, полковник Війська Запорозького Городового.